# Amaethlu van Anglesey

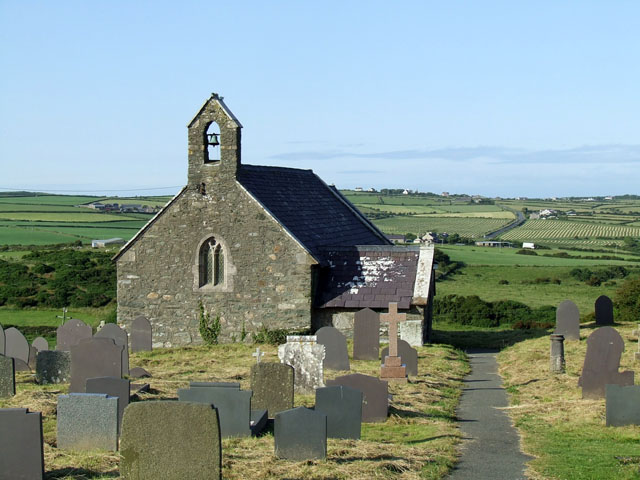
Kerkje van Llanfaethlu

De heilige Amaethlu van Anglesey, ook Maethlu van Wales was een Brits heremiet uit de 6e eeuw.
Over hem is weinig bekend. Hij zou volgens de Genealogy of the Saints (1821) een zoon zijn geweest van Caradog Freichfras, een van de ridders van koning Arthur. Zijn moeder zou Tegau Eurfran geweest zijn. De namen van enkele broers die worden genoemd zijn: Kadvarh, Kaurdava en Tangun. 
Amaethlu zou een afstammeling in de 5e graad van Koning Coel zijn geweest.
Hij zou begraven zijn in Welshe Carneddor in Anglesey. Hier werd een kerkje opgericht dat aan hem was gewijd. Het plaatsje werd naar hem genoemd en heet nu Llanfaethlu, waar nog steeds St Maethlu's Church staat. Zijn feestdag is op 26 december.
1. ↑  Genealogy of the Saints. Gearchiveerd op 28 december 2021.
2. ↑  The early Cymry and their church, Rev. D. Jones (1910) blz. 74